# Franziska Drohsel

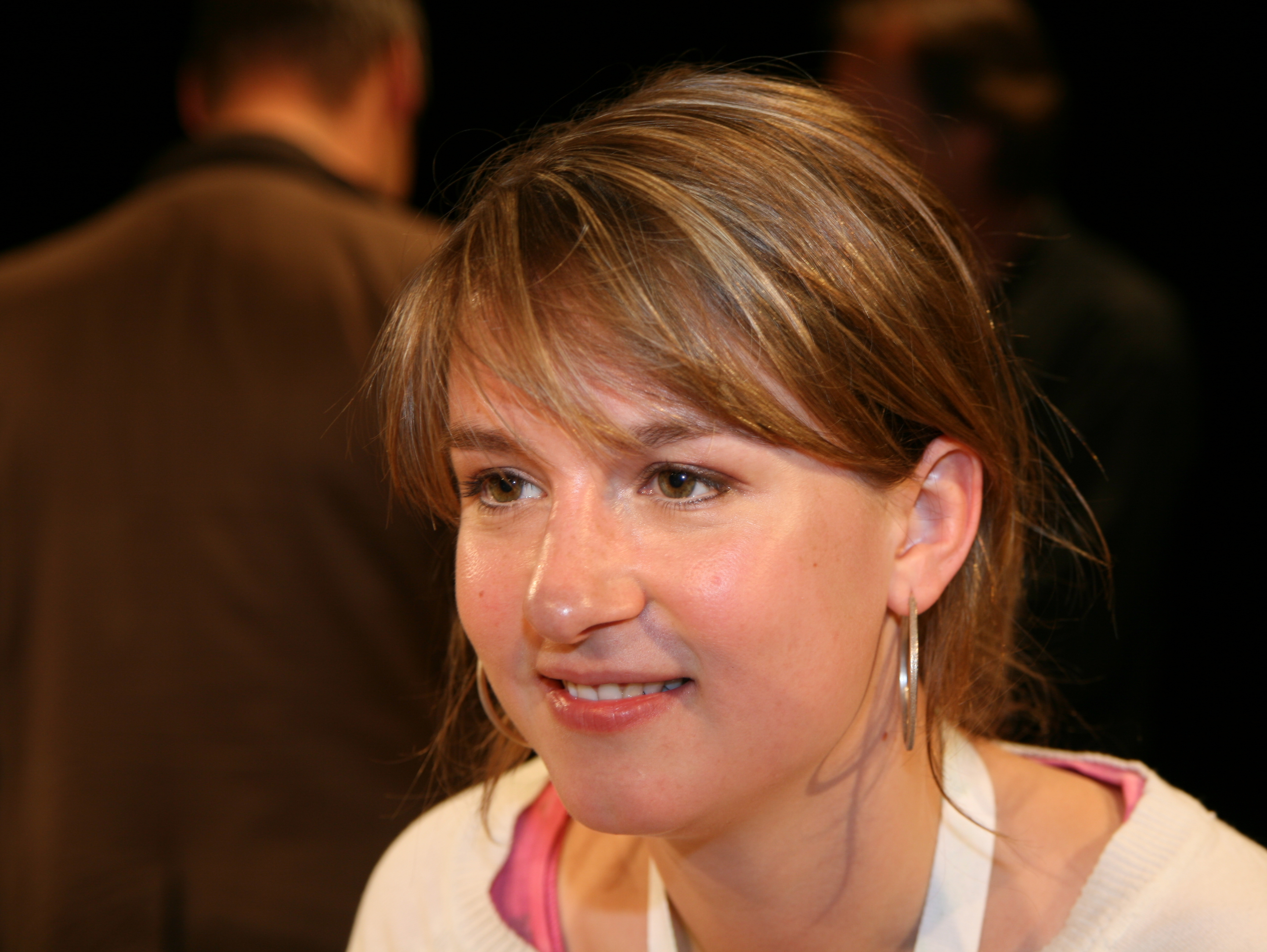
Franziska Drohsel (2008)

Franziska Drohsel (* 1. Juni 1980 in West-Berlin) ist eine deutsche Politikerin (SPD) und Rechtsanwältin. Von November 2007 bis Juni 2010 war sie Bundesvorsitzende der Jusos.

## Ausbildung und Beruf
Nach dem Abitur 1999 studierte Drohsel Rechtswissenschaft an der Humboldt-Universität zu Berlin und 2001/02 in einem Erasmus-Austausch an der Universität La Sapienza in Rom. Nach dem ersten Staatsexamen 2005 wurde sie 2006 wissenschaftliche Mitarbeiterin am Lehrstuhl von Ulrich Battis an der Humboldt-Universität zu Berlin. Im Januar 2010 wurde sie von der Juristischen Fakultät der Humboldt-Universität mit einer Arbeit zur Vereinbarkeit gesetzlicher Öffnungsklauseln mit der Koalitionsfreiheit aus Art. 9 Abs. 3 GG promoviert. Ihr Rechtsreferendariat absolvierte sie ebenfalls in Berlin. Seit 2012 ist sie als Rechtsanwältin zugelassen und arbeitete zunächst für eine Arbeitsrechtskanzlei. Von 2015 bis 2017 war sie für die Kanzlei Gaßner, Groth, Siederer & Coll. tätig und beriet zum Bauplanungs- und Bauordnungsrecht, Zuwendungsrecht und Verfassungsrecht. Seit 2017 arbeitet sie als Rechtsreferentin für die Bundeskoordinierung Spezialisierter Fachberatung gegen sexualisierte Gewalt in Kindheit und Jugend.

## Politische Karriere
Ab 1995 engagierte sie sich bei den Jusos, seit 2001 gehört sie der SPD an. Von 1996 bis 1999 war sie Kreissprecherin der Jusos im Berliner Bezirk Zehlendorf, anschließend bis 2004 im Bezirk Steglitz-Zehlendorf und ab 1996 auch Landesdelegierte der Jusos. Zwischen 2000 und 2005 war Drohsel – mit einer Unterbrechung von September 2001 bis Januar 2003 – Mitglied im Studierendenparlament der Humboldt-Universität. Von März 2006 bis April 2008 war sie Landesvorsitzende des Juso-Landesverbandes Berlin, nachdem sie zwischen 2000 und 2006 bereits mehrfach mit Unterbrechungen stellvertretende Landesvorsitzende gewesen war. Bei ihrer Wahl zur Bundesvorsitzenden der Jusos am 24. November 2007, für die sie als einzige Frau kandidiert hatte, erreichte sie mit 75,6 % der gültigen Stimmen das beste Ergebnis aller Kandidaten seit 1969. Am 19. Juni 2009 wurde sie mit 69 % der gültigen Stimmen als Bundesvorsitzende wiedergewählt. Drohsel, die dem linken Flügel der Sozialdemokraten zugerechnet wird, ist Mitglied der Gewerkschaft ver.di und befürwortet Koalitionen mit der Linkspartei auch auf Bundesebene. In einem Interview mit Cicero gab sie die „Überwindung des Kapitalismus“ als eines ihrer drei wichtigsten politischen Ziele an.
Drohsel ist Gründungsmitglied und Vorstandssprecherin des Instituts Solidarische Moderne.
Am 12. Mai 2010 kündigte sie ihren Rücktritt als Juso-Bundesvorsitzende zu Gunsten ihrer beruflichen Laufbahn an. Ihre Amtszeit endete am 18. Juni 2010 mit der Wahl von Sascha Vogt zu ihrem Nachfolger.
Von April 2012 bis März 2014 war sie erstmals stellvertretende Vorsitzende des SPD-Kreisverbands Steglitz-Zehlendorf, im März 2016 übernahm sie dieses Amt erneut. Seit dem 23. Februar 2016 ist sie zusätzlich stellvertretende Vorsitzende der SPD Berlin-Lankwitz innerhalb des Kreisverbands Steglitz-Zehlendorf.

## Kontroversen
Ihre zeitweilige Mitgliedschaft bei der Roten Hilfe e. V., die nach Einschätzung des Verfassungsschutzes „von Linksextremisten unterschiedlicher ideologisch-politischer Ausrichtung getragen wird“, führte zu politischen Kontroversen.
Die Mitgliedschaft war zwar schon vor ihrer Wahl zur Juso-Bundesvorsitzenden bekannt, wurde aber erst zu einem Streitpunkt, nachdem der Juso-Landesverband Hamburg in einer Pressemitteilung darauf hingewiesen hatte. Als zahlreiche Medien darüber berichteten, trat Drohsel am 30. November 2007 aus der „Roten Hilfe“ aus; sie begründete ihren Schritt damit, „dass die Jusos nicht aufgrund ihrer politischen Positionen, sondern wegen meiner privaten Mitgliedschaft bei der Roten Hilfe wahrgenommen“ würden.
2008 wandte sie sich in der Tageszeitung Die Welt gegen den linken Antisemitismus und forderte die Abgrenzung vom Islamismus.
Richard Herzinger hielt Drohsel in der Welt vor, sie sei eine „radikale Gefühlssozialistin“, die sich nicht auf realpolitische Diskussionen einlasse und für die der Kapitalismus am gesamten Übel der Welt schuld sei, aber selbst keine konkreten Vorschläge für den von ihr propagierten Sozialismus habe. Innerhalb des „Linksaußen-Milieus“ sei sie „der antideutschen Strömung“ zuzurechnen.
In einem Interview in der taz sagte sie, dass sie auf einer Solidaritätsdemonstration für die militante gruppe war.
Im November 2016 kandidierte sie für das Amt der Bezirksstadträtin für Jugend, Gesundheit und Integration im Bezirk Steglitz-Zehlendorf. Mit Verweis auf ihre ehemalige Mitgliedschaft in der Roten Hilfe wurde sie jedoch von CDU, FDP und AfD nicht gewählt, obwohl sie sich laut Angabe der Ablehnenden bei ihrer Vorstellung glaubwürdig davon distanziert hätte. Das Vorgehen der CDU wurde kritisiert, da sie damit die nötige Verbesserung der Jugendhilfe ausbremse und eine Rechtsaußen-Mehrheit organisiert hätte, obwohl eine Enthaltung zu Gunsten eines Stadtratskandidaten der Normalfall ist, da die Auswahl der vorschlagenden Partei zusteht. Auch wenn die FDP signalisierte, mit der früheren Mitgliedschaft keine Probleme zu haben, verzichtete Drohsel dennoch auf einen weiteren Wahlgang.

## Publikationen
- Herausgeberin: Was ist heute links? – Thesen für eine Politik der Zukunft. Campus, Frankfurt am Main 2009, ISBN 978-3-593-38928-8.
- Vereinbarkeit gesetzlicher Öffnungsklauseln mit der Koalitionsfreiheit aus Art. 9 Abs. 3 GG (= Schriften zum öffentlichen Recht. Bd. 1168). Duncker & Humblot, Berlin 2010, ISBN 978-3-428-13376-5 (zugleich Dissertation, Humboldt-Universität Berlin, 2010).
- Über die Frage der Sozialisierung am Beispiel „Deutsche Wohnen & Co. Enteignen“. In: Kritische Justiz. Band 53, Nr. 1, 2020, S. 30–42, doi:10.5771/0023-4834-2020-1-30.